# O-Cedar
O-Cedar — торговая марка средств для уборки помещений.

## История
Бренд O-Cedar был основан в начале XX века. С начала 1960-х годов бренд принадлежал компании Drackett, а с 1965 года бренд принадлежал компании Bristol Myers Squibb.
С 1992 года бренд O-Cedar принадлежал компании S.C. Johnson & Son. Чуть позже было сформировано предприятие O-Cedar/Vining Household Products.
С 2003 года бренд O-Cedar принадлежит компании Freudenberg. Продажи осуществляются ассоциированной торговой компанией Vileda.